# Droits aériens
 (signalé en mai 2025).
Si vous disposez d'ouvrages ou d'articles de référence ou si vous connaissez des sites web de qualité traitant du thème abordé ici, merci de compléter l'article en donnant les références utiles à sa vérifiabilité et en les liant à la section « Notes et références ».
- Archive Wikiwix
- Bing
- Cairn
- DuckDuckGo
- E. Universalis
- Gallica
- Google
- G. Books
- G. News
- G. Scholar
- Persée
- Qwant
- (zh) Baidu
- (ru) Yandex
- (wd) trouver des œuvres sur Wikidata

Ne doit pas être confondu avec Droit aérien.
Pour les articles homonymes, voir Droit de l'air.

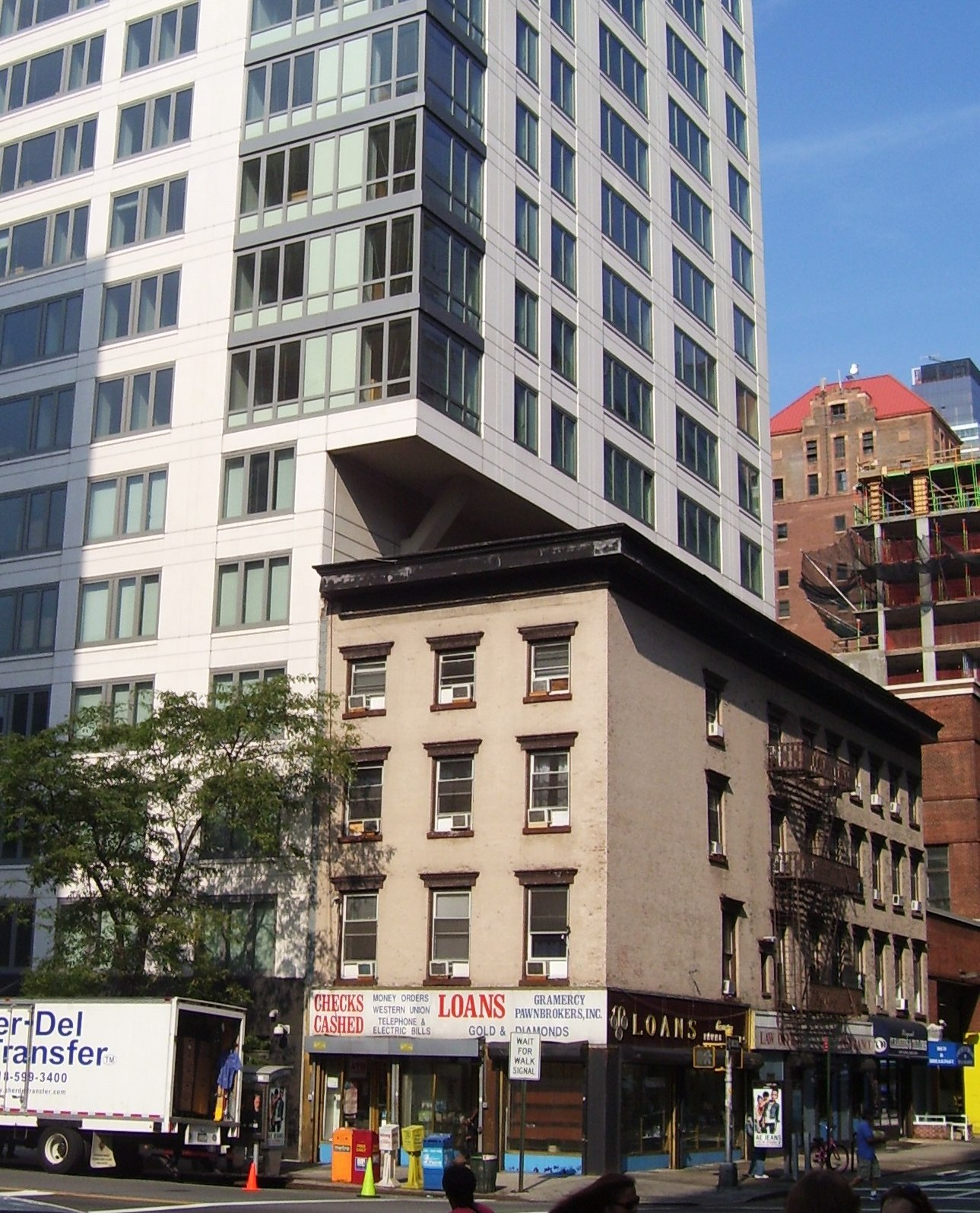
Un exemple de non-respect des droits aériens ou de négociation de ceux-ci : un immeuble de grande hauteur s'étend sur un immeuble de trois étages à New York.

Les droits aériens (voire droits de l'air ou droits sur l'air), désignent dans le contexte immobilier, les droits que possède le propriétaire d'un terrain sur l'espace aérien situé au dessus de son terrain ou de sa construction.
Ce concept juridique est codé dans l'expression latine Cuius est solum, eius est usque ad coelum et ad inferos (en) (« Celui qui possède le sol, il lui appartient jusqu'au ciel et jusqu'en enfer »), qui apparaît dans le droit romain médiéval (en) et est crédité au glossateur Accursius (XIIIe siècle). Cela a été notamment popularisé dans la Common law dans Commentaries on the Laws of England (1766) de William Blackstone.
Au XXe siècle, la séparation des droits aériens et de la propriété sous-jacente est devenue un problème important pour le développement immobilier, en particulier pour les gratte-ciel de certaines villes surpeuplées comme New York.